# جون هيلينز
جون هيلينز (بالإنجليزية: John Hellins)‏ ـ (حوالي 1749 ـ 5 أبريل 1827) هو معلم ورياضياتي وفلكي وكاهن أنجليكاني محلي إنجليزي. حصل على وسام كوبلي سنة 1799.
نشأ هيلينز في أسرة فقيرة في ديفون، وعلّم نفسه الرياضيات والفلك حتى بلغ من العلم ما مكّنه من العمل مساعدًا للفلكي الملكي آنذاك نيفيل ماسكيلين سنة 1773، ثم صار زميلًا للجمعية الملكية سنة 1796، قبل أن يحصل على وسام كوبلي سنة 1799 تقديرًا لورقته البحثية في حساب اضطراب الكواكب.